# 托马什·德沃夏克
托马什·德沃夏克（捷克語：Tomáš Dvořák，1972年5月11日—），捷克男子田径运动员。他曾代表捷克参加1996年、2000年和2004年夏季奥林匹克运动会田径比赛，其中1996年奥运会获得一枚铜牌。